# Prescription en droit pénal français
 (décembre 2022).
Pour un article plus général, voir Prescription en droit français.
En droit pénal français, le délai de prescription est un principe général de droit qui désigne la durée au-delà de laquelle une action en justice pénale, n'est plus recevable. En conséquence, la prescription est un mode légal d'acquisition ou d'extinction de droits par le simple fait de leur possession pendant une certaine durée. 
La prescription est variable selon la qualification de l'incrimination (ce qui peut aboutir à des situations particulières comme l'affaire Émile Louis où celui-ci risquait la prison non pas en raison de meurtres qu'il avait avoués mais en raison d'une infraction continue : l'enlèvement). 
En droit pénal français on parle de prescription de l'action publique et de la prescription des peines.

## La prescription des peines
La prescription de la peine est le principe selon lequel toute peine, lorsque celle-ci n'a pas été mise à exécution dans un certain délai fixé par la loi à 20 ans pour les crimes, 6 ans pour les délits, 3 ans pour les contraventions, ne peut plus être subie.
Le délai commence à courir le jour où la condamnation devient définitive. Il peut être suspendu (peine avec sursis par exemple) ou interrompu (mesure d'exécution).

## La prescription de l'action publique
La prescription de l'action publique est le principe selon lequel l'écoulement d'un délai entraîne l'extinction de l'action publique et rend de ce fait toute poursuite impossible. L'auteur d'une infraction ne pourra plus être poursuivi.

### Délais généraux de prescription de l'action publique
Les délais de prescription pour les infractions pénales ont été modifiés par la loi du 27 février 2017.
Les crimes se prescrivent par 20 ans.
Les délits se prescrivent par 6 ans, contre 3 ans avant 2017. Pour les délits d'injure et de diffamation le délai est réduit à 3 mois. Pour certains délits commis contre des mineurs, le délai est augmenté à 10 ou 20 ans, et commence à la majorité de la victime.
Les contraventions se prescrivent par un an.

### Prescription de l'action publique: cas particuliers
Les crimes contre l'humanité sont imprescriptibles. 
Les fautes disciplinaires des avocats sont aussi imprescriptibles comme l'a rappelé le Conseil Constitutionnel lors d'une QPC qu'il a rejetée le 11 octobre 2018 (QPC n° 2018-738). 
La loi prévoit des délais de prescription allongés pour certains crimes ou délits considérés comme particulièrement graves.
En ce qui concerne les crimes, commis sur victime mineure, mentionnés à l'article 706‑47 du code de procédure pénale (meurtre ou assassinat précédé ou accompagné d'un viol, de tortures ou d'actes de barbarie ; récidive de tortures, d'actes de barbarie, de meurtre ou d'assassinat ; viol ; proxénétisme d'un mineur de quinze ans) et à l'article 222-10 du code pénal (violences ayant entraîné une mutilation ou une infirmité permanente), le délai de prescription est de 30 ans et ne démarre qu'à la majorité de la victime.
Le délai de prescription est de 20 ans pour certains délits, essentiellement de nature sexuelle, perpétrés à l'encontre d'une victime mineure (agression ou atteinte sexuelles autres que le viol, proxénétisme à l'égard d'un mineur de plus de quinze ans, recours à la prostitution d'un mineur, etc.) ; il est de 20 ans pour d'autres délits (violences sur mineur ayant entraîné une incapacité totale de travail pendant plus de huit jours ; agression sexuelle sur mineur de quinze ans ou sur personne particulièrement vulnérable du fait de son âge, d'une maladie, d'une infirmité, d'une déficience physique ou psychique ou d'un état de grossesse ; atteinte sexuelle sur mineur de quinze ans). Quand la victime est une personne particulièrement vulnérable, le délai de prescription ne court dans de nombreux cas qu'à partir du jour où l'infraction apparaît à la victime dans des conditions permettant l'exercice de l'action publique.
En matière de terrorisme et de trafic de stupéfiants, le délai est 30 ans pour les crimes, et 20 ans pour les délits.
À l'inverse, les délits de presse sont prescrits par trois mois.

### Prescription de l'abus de biens sociaux
Par jurisprudence, depuis un arrêt de la Cour de cassation de 1935, la prescription de l'abus de biens sociaux (ABS) débutait au moment de la découverte des faits. En effet, par nature, ces faits sont commis avec une dissimulation extrême, qui empêche généralement leur découverte pendant des années, voire des décennies. Par exemple, dans le cas d'infractions comptables commises au sein d'une entreprise, les faits délictueux sont connus à la cession de l'entreprise. La nouvelle loi sur la prescription pénale de 2017 confirme que c'est bien à partir de la date où "l’infraction est apparue et a pu être constatée" que court la prescription.
Le 16 février 2017, l'Assemblée nationale a définitivement adopté la proposition de loi doublant les délais de prescription pour les crimes et délits. Cependant, des dispositions sur les infractions dites "occultes" – en général des délits économiques et financiers: détournement de fonds, corruption, abus de bien sociaux, etc., ont été associées. Les parlementaires ont introduit dans la loi de 2017 une date butoir de 12 ans [avant la découverte de l’infraction] pour les délits et de 30 ans pour les crimes. A titre d'exemple, une telle limite respectée dans l'affaire Fillon empêcherait les enquêteurs de remonter à avant 2005, alors qu'ils travaillent aujourd'hui sur des faits qui remontent jusqu'à 1986.

## Calcul du délai

### Computation des délais
La prescription commence le lendemain (dies a quo) de la réalisation de l'infraction et se termine à J+1 de la prescription officielle (dies ad quem).

#### Point de départ du délai
La détermination du début du délai de prescription se fait en fonction du type d'infraction.
En cas d'infraction instantanée, c'est-à-dire se déroulant en un seul acte (exemple type : vol), le délai de prescription commence à courir le jour même de l'infraction (plus précisément le lendemain à 0 h).
En cas d'infraction continue, c'est-à-dire se déroulant dans la durée (exemples : enlèvement, recel), la prescription court à partir du dernier jour de l'acte délictuel.
En cas d'infraction d'habitude, c'est-à-dire se renouvelant (exemple : exercice illégal de la médecine), le délai court à partir de la découverte de l'infraction. Dans ce cas, l'infraction n'est constituée qu'à partir de la seconde commission de l'acte, et peu importe le délai écoulé entre ces deux moments.
De plus, la jurisprudence a reporté le délai de certaines infractions qui sont par essence dissimulées (abus de confiance, abus de biens sociaux), au jour où la constatation de l'infraction a été faite par la partie civile ou le ministère public.

#### Expiration du délai
La prescription se termine à J+1 de la prescription officielle, à compter de la réalisation de l'acte délictueux.
Un problème particulier se pose lors de l'entrée en vigueur d'une loi nouvelle, à l'instar de celle du 27 février 2017. En ce cas, plusieurs cas sont à distinguer :
- Le délai de prescription est totalement expiré lors de l'entrée en vigueur de la nouvelle loi : la loi allongeant le délai de prescription ne peut rouvrir un nouveau délai. Ainsi, pour une infraction de vol commise le 27 février 2012, et prescrite par 5 ans (selon la prescription applicable en 2012), la loi du 27 février 2017, portant le délai de prescription pour les délits à 6 ans, ne peut allonger le délai jusqu'au 27 février 2018, puisque le délai était expiré à l'entrée en vigueur de la loi.
- Le délai de prescription n'est pas totalement expiré lors de l'entrée en vigueur de la nouvelle loi : la prescription se prescrit selon les nouvelles règles. Ainsi, pour une infraction de vol commise le 2 mars 2012, le délai de prescription est fixé, sous l'empire de l'ancienne loi, au 2 mars 2017. Or, la loi du 27 février 2017 est entrée en vigueur le 1er mars 2017, soit antérieurement à l'expiration du délai de prescription. La durée de la prescription à retenir est donc la nouvelle durée. Dans notre exemple, la prescription pour le délai des délits étant passé de 5 ans à 6 ans, le délai expirera donc le 2 mars 2018, soit 6 ans à compter du fait infractionnel.
- Pour les infractions nécessitant plus d'un acte (infraction complexe ou d'habitude) constitutif, le délai applicable est celui applicable au jour du dernier acte délictueux. Ainsi, pour l'infraction d'exercice illégal de la médecine, qui nécessite au moins deux actes, si le premier acte a été commis avant la loi modifiant la prescription et le second après, le délai à retenir est le délai de la nouvelle loi. Le raisonnement tient également pour les infractions dites "continuées", qui sont des infractions instantanées qui se répètent dans le temps (vol d'électricité par exemple).

### Interruption et suspension du délai
La prescription n'est pas un acte inéluctable. Celle-ci peut être interrompue ou suspendue.
En cas d'interruption, un nouveau délai recommence à courir à compter de la date de l'acte interruptif. Les actes interruptifs peuvent être : un acte d’enquête préliminaire, comme un procès-verbal ; un acte de poursuite, à l’initiative du parquet ou de la partie civile ou encore un acte réalisé par un juge étranger. L'acte d'enquête peut être apprécié de manière large : ainsi un simple soit-transmis demandé par un procureur à une autorité administrative est assimilé à « un acte ayant pour objet de rechercher des infractions et d'en découvrir les auteurs ».
La suspension est plus rare. Elle signifie que le décompte du délai est temporairement interrompu, et reprend ensuite. Cela résulte soit de la loi, soit d'une convention ou de la force majeure (art. 2234 code civil).
Par exemple c'est le cas des guerres, des mineurs non émancipés et des majeurs en tutelle (art. 2235 code civil), de la saisine d'autorités comme la commission de conciliation (art. 2238 du code civil), etc. La jurisprudence a aussi établi des suspensions en cas d’obstacles de droit (question préjudicielle, appel, pourvoi, autorisation préalable (immunité parlementaire), détention à l’étranger si extradition impossible)[réf. nécessaire]. Pour les délits concernant le président de la République, la prescription est ainsi suspendue durant son mandat (arrêt Breisacher de 2001 transcrit dans l'article 67 de la Constitution révisé en 2007).

### Calcul du délai pour des victimes mineures
En France les règles de prescription pénale ont évolué une dizaine de fois depuis 1989 pour les crimes et les agressions sur mineur. La prescription d'un acte étant acquise définitivement chaque nouvelle loi allant dans l'allongement de la durée de la prescription n'est applicable que sur des actes non prescrits par les lois antérieures (article 50 de la loi du 17/06/1998). Le calcul de la date de prescription devient alors très complexe... Voir l'outil de prescription applicable pour les mineurs et le tableau de prescription.
Les règles de prescription définies dans le code de procédure pénale sont très compliquées à la suite des évolutions de la loi et des articles 7 et 8 du code de procédure pénale.
- Loi au 08/04/1958 Crime : prescription 10 ans après le crime
- Loi au 08/04/1958 Délit : prescription 3 ans après le délit
- Loi au 10/07/1989 Crime commis par personne ayant autorité : prescription 10 ans après la majorité
- Loi au  04/02/1995 Délit commis par personne ayant autorité : prescription 3 ans après la majorité
- Loi au 17/06/1998 Crime par personne n'ayant pas autorité : prescription 10 ans après la majorité
- Loi au 17/06/1998 Délit  sur moins de 15 ans par personne ayant autorité  (art. 222-30[16] et 227-26[17] du code pénal) : prescription 10 ans après la majorité
- Loi au 17/06/1998 Délit sur mineurs de 15 ans et plus : prescription 3 ans après la majorité
- Loi au 09/03/2004 Crime et délit (art. 222-30[16] et 227-26[17]  du code pénal) : prescription 20 ans après la majorité : article 7[5] du code de procédure pénale
- Loi au 09/03/2004 Délit  : prescription 10 ans après la majorité : article 8[7] du code de procédure pénale
- Loi au 05/08/2013 Délit  sur moins de 15 ans (nouvel art. 222-29-1[18] du code pénal dont la référence est introduite dans l'article 8[7] du code de procédure pénal) : prescription 20 ans après la majorité

## Les caractères de la prescription
Toutes les infractions sont prescriptibles. à l'exception des crimes contre l'humanité.
La prescription est d'ordre public. Elle peut être invoquée « en tout état de cause » (quel que soit l'avancement du procès), le délinquant ne peut renoncer au bénéfice de la prescription, la prescription doit être soulevée d'office par le juge.

## Les fondements de la prescription en droit pénal français
La prescription de l'action publique n'est pas une généralité. Dans certains systèmes judiciaires les crimes de sang sont imprescriptibles.
La prescription pour les crimes de sang est régulièrement remise en cause par l'opinion publique lors de grandes affaires de meurtre,.
La prescription est expliquée par le fait qu'au-delà d'un certain délai le trouble causé par l'infraction disparaît, et que les preuves disparaissent avec le temps, donc surtout que le risque d'erreur judiciaire augmente. Certains arguent aussi que la perte du droit de poursuivre est la sanction de la négligence des autorités.
La prescription est un principe à valeur constitutionnelle. Cela résulte d'une décision du 24 mai 2019 (Monsieur Mario S.), dans laquelle le Conseil constitutionnel prend appui sur les articles 8 et 16 de la Déclaration des droits de l'Homme et du citoyen pour affirmer qu'il "appartient au législateur, afin de tenir compte des conséquences attachées à l’écoulement du temps, de fixer des règles relatives à la prescription de l’action publique qui ne soient pas manifestement inadaptées à la nature ou à la gravité des infractions."